# شهرستان اربیل
شهرستان اربیل (به عربی: قضاء أربيل) یک شهرستان‌های عراق در عراق است که در استان اربیل واقع شده‌است.